# 宮崎県道376号学園木花台加江田線
宮崎県道376号学園木花台加江田線（みやざきけんどう376ごう がくえんきばなだいかえだせん）は、宮崎県宮崎市を通る一般県道である。

## 概要
宮崎市学園木花台から同市大字加江田に至る。

### 路線データ
- 起点：宮崎市学園木花台西1丁目（学園木花台交差点、宮崎県道368号勢田木崎線交点、宮崎県道375号学園木花台本郷北方線起点）
- 終点：宮崎市大字加江田（国道220号交点、宮崎県道377号内海加江田線終点）

## 歴史
- 1995年（平成7年）3月31日 - 宮崎県告示第431号[1]により路線認定される。

## 路線状況
下記の重複区間から終点までの区間は通じて幅員狭小である。

### 重複区間
- 宮崎県道339号塩鶴木崎線（宮崎市学園木花台桜1丁目 地内）

## 地理

### 通過する自治体
- 宮崎市

### 交差する道路
| 交差する道路                                              | 交差する場所      | 交差する場所       |
| --------------------------------------------------------- | ----------------- | ------------------ |
| 宮崎県道368号勢田木崎線 宮崎県道375号学園木花台本郷北方線 | 学園木花台西1丁目 | 学園木花台交差点   |
| 宮崎県道339号塩鶴木崎線 重複区間起点                      | 学園木花台桜1丁目 | 学園木花台南交差点 |
| 宮崎県道339号塩鶴木崎線 重複区間終点                      | 学園木花台桜1丁目 |                    |
| 国道220号 宮崎県道377号内海加江田線                       | 大字加江田        | 終点               |

### 交差する鉄道
- 日南線

### 沿線
- 宮崎大学